# Carlos Andrés Sánchez
Carlos Andrés Sánchez Arcosa (becenevén Pato, azaz „Kacsa”; Montevideo, 1984. december 2. –) uruguayi labdarúgó, 2016-tól a mexikói Monterrey középpályása.

## Pályafutása
A mexikói bajnokság 2016-os Clausura szezonjában a Monterreyjel a bajnoki döntőig jutott, ám az uruguayi szövetség nem engedte pályára lépni a döntőben, mivel a hamarosan kezdődő Copa Américán a válogatottban is számítottak rá.